# Catulle Mendès
Catulle Mendès (22. května 1841 Bordeaux – 8. února 1909 Saint-Germain-en-Laye) byl francouzský spisovatel, básník a dramatik.

## Životopis
Po dětství a dospívání v Toulouse přijel v roce 1859 do Paříže a brzy se stal jedním z chráněnců básníka Théophila Gautiera. Proslavil se uveřejněním své Roman d'une nuit v La Revue fantaisiste (1861), za což byl odsouzen k měsíčnímu vězení a pokutě 500 franků. Od počátku byl spojencem parnasiánství a ve svém prvním svazku básní Philoméla projevil mimořádnou metrickou zručnost (1863). Jeho kritici poznamenali, že elegantní verše jeho pozdějších svazků se vyznačují spíše obratným napodobováním různých autorů než nějakou výraznou originalitou. Všestrannost a plodnost Mendèsova talentu se projevuje v jeho kritických a dramatických spisech, včetně několika libret, románech a povídkách. Jeho povídky pokračují ve francouzské tradici prostopášné povídky.
Ve svém raném období Mendès někdy publikoval pod pseudonymem Jacques Rollin.

### Osobní život
Narodil se v rodině Tibulse Mendèse a Suzanne Brunové. V roce 1866 se Mendès oženil s Judith Gautierovou, mladší dcerou svého mentora Théophila. Rozvedli se roku 1874.
V roce 1869 začal žít se skladatelkou Augustou Holmèsovou (1847–1903), se kterou měl šest dětí: Raphaela Remyho (1870–1896), Huguette (1872–1964), Claudine (1876–1937), Helyonne (1879–1955), Prunnie (–1914) a Marthiana (–1881).
Pár se rozešel v roce 1886 a on si později vzal herečku Lucií Monceau (1871–1948), se kterou měl syna Raphaela Marthiana (1893–1895). Jeho třetí manželkou byla básnířka Jeanne Nette (1867–1955), se kterou měl syna Jeana (1896–1917).

### Úmrtí
Brzy ráno 8. února 1909 bylo tělo Mendèse objeveno v železničním tunelu Saint Germain. Opustil Paříž půlnočním vlakem a předpokládalo se, že v domnění, že vlak dorazil na nádraží, otevřel dveře a vypadl v tunelu. Někteří životopisci se domnívali, že šlo o sebevraždu. Jeho tělo bylo pohřbeno na hřbitově Montparnasse.

## Dílo

### Poezie
- Philoméla (1863)
- Poésies, première série (1876)
- Soirs moroses, Contes épiques, Philoméla, etc.; Poésies (7 vols., 1885)
- Les Poésies de Catulle Mendès (3 vols., 1892)
- Nouveaux Contes de Jadis (1893), Editeur Paul Ollendorff, Paris
- La Grive des vignes (1895)

### Divadlo
- La Part du roi (1872), jednoaktová veršovaná komedie
- Les Frères d'armes (1873), drama
- Justice (1877), ve třech aktech, charakterizovaná nepřátelskou kritikou jako hymnus na chválu sebevraždy
- Le Capitaine Fracasse (1878), libreto opery, založené na románu Théophila Gautiera
- Gwendoline (1886) and Briséïs (1897), pro hudbu Emmanuela Chabriera
- La Femme de Tabarin (1887)
- Isoline (1888), pro hudbu André Messagera
- Médée (1898), ve třech jednáních a ve verších
- La Reine Fiammette (1898), a conte dramatique, o šesti jednáních a ve verších, odehrávající se v renesanční Itálii, později zhudebněné Xavierem Lerouxem
- Le Cygne (1899), pro hudbu Charlese Lecocqa
- La Carmélite (1902), pro hudbu Reynalda Hahna
- Le Fils de l'étoile (1904), hrdinou je Bar Kokhba, syrský pseudo-Mesiáš, na hudbu Camille Erlangera
- Scarron (1905)
- Ariane (1906) and Bacchus (1909), na hudbu Julese Massenet
- Glatigny (1906)
- La Vierge d'Avila (1906), pro Sarah Bernhardt

Ve stejném roce Catulle Mendes napsal v Le Figaro, že po přečtení knihy Arthura Gobineaua „Les Religions et les Philosophies dans d´Asie centrale“ dostal nápad napsat drama o první ženě Bábovy učednice, perské erudované a slavné básnířce Tahéreh (Táhirih)

### Kritické práce
- Richard Wagner (1886)
- L'Art au théâtre (3 vols; 1896–1900), série dramatických kritik přetištěných z novin

- Zpráva adresovaná ministrovi veřejného vyučování a výtvarného umění o Le Mouvement poétique francais de 1867 à 1900 (nové vydání, 1903), která obsahuje bibliografický a kritický slovník francouzských básníků 19. století

### Romány
- Zo'har (1886), příběh incestu, ve kterém je žena silná a muž slabý
- Le Roi vierge (1880), ve kterém představuje Ludvíka II. Bavorského a Richarda Wagnera
- L'Homme tout nu (1887)
- Méphistophéla (1890)
- La Maison de la vielle (1894)
- Gog (1897)

### Dokumenty
- L'Évangile de la jeunesse de Notre-Seigneur Jésus-Christ d'apres S. Pierre Mis En Francais Par Catulle Mendès Apres Le Manucrit De L'Abbaye De Saint Wolfgang (1894)

Prezentováno jako ztracený latinský dokument z opatství St. Wolfgang im Salzkammergut s překladem Mendèse do francouzštiny, ačkoli většina z nich je považována za literární falzifikát napsaný Mendèsem.

### V češtině
- Silhuettky – přeložil Vilém Mrštík. Třebíč: Jan František Kubeš, 1888[1]
- Kniha lásky: novelky a menší kresby – [obsahuje přívazek: Láska, jež slzí a se směje] Praha: I. L. Kober, 1893
- Rozpustilé novelky – př. Otakar Auředníček. Praha: I. L. Kober, 1894
- Kejklíř Papiol: román – př. J. Borový. Praha: Politika, 1895
- Zabavený povoz – Charles Aubert. Úspěšný dopisovatel s damami – H. Hyan; př. Jaroslav Zajíček-Horský. Náprstek – Catulle Mendés; př. K. Petřík. Praha: I. L. Kober, 1901–
- Královna Fiammetta: dramatická povídka o 4 jednáních a šesti obrazech – hudba Xavier Leroux; př. Otakar Smrčka. Praha: František Šimáček, 1905[2]
- Švédská zápalka; Půlnoční návštěva – Anton Čechov; př. J. Zajíček-Horský. Důkaz – Catulle Mendés; př. O. Auředníček. Praha: I. L. Kober, 1906
- Ptáče ze zlaté klece: románek z High-lifu – H. S.; př. J. Zajíček-Horský. Znak – Catulle Mendés; př. O. Auředníček. Praha: I. L. Kober, 1906
- Smíření: obrázek mravů pařížských – Marcel Prévost; př. J. Zajíček-Horský. Modré brejle; Dobrý kočí; Ukradený parfum – Catulle Mendés; př. K. Petřík. Praha: I. L. Kober, 1906
- Zlatá kočka; Pomsta – Marcel Prévost. Večerní lázeň – Emil Zola; př. J. Zajíček-Horský. Snop – Catulle Mendés; př. O. Auředníček. Praha: I. L. Kober, 1906
- Co zavinil Sofokles – dle Armanda Silvestre-a napsal J. Zajíček-Horský. Tři aventury; Klavír; Claire – Catulle Mendés; př. O. Auředníček. Praha: I. L. Kober, 1906
- Pro jedinou noc lásky – Emil Zola; př. J. Zajíček-Horský. Tři přihrádky – Catulle Mendés; př. O. Auředníček. Praha: I. L. Kober, 1906
- Dorettina zpověď – Enrico Castelnuovo; př. Karel Lahoda. Lůžko oné osoby – Claude Couturier; př. J. Zajíček-Horský. Touha po slávě – Catulle Mendés; př. K. Petřík. Praha: I. L. Kober, 1907
- Ostýchavý manžel – Charles Diguet; př. J. Zajíček-Horský. Bílý medvěd – Catulle Mendés; př. O. Auředníček. Sladké děvče a básník; Básník a herečka – Artur Schnitzler; př. R. B. Praha: I. L. Kober, 1907
- Když schází špendlík – René Sosta; př. J. Zajíček-Horský. Vidění; Denisa I., II. ; Bertranda – Catulle Mendés; př. J. Zajíček-Horský a K. Petřík. Praha: I. L. Kober, 1907
- Zlaté chmýří – př. a doslov napsal Karel Rudnický; úprava a obrázek od J. Motyčky. Praha: Přemysl Plaček, 1911[3][4]
- Cesta k ráji – př. Josef Helm a Emanuel z Lešehradu. Praha: Alois Hynek, 1911
- Černá slečna – př. Josef Marek; in: 1000 nejkrásnějších novel... č. 15. Praha: J. R. Vilímek, 1911
- Slečny Ménechmeovy – Pacov: Přemysl Plaček, 1915[5]
- Historky do koupele – př. Oliva Jílovská. Pacov: Přemysl Plaček, 1916
- Vidění Karla XI; Mateo Falcone – Prosper Mérimée; př. Pavel Horský; [obsahuje též: Hrobní nápis – Selma Lagerlöfová. Na Maurském ostrově – Knut Hamsum. Pořad myšlenek. Velká cesta – Catulle Mendés]. Praha: I. L. Kober, 1919
- Zlaté hvězdy: výbor francouzských povídek – př. Jan Václav z Finberka; [Vášniví rybáři; Konec přátelství – Guy de Maupassant. Ve vlaku – Charles Foley. Dohrál jsem – M. Montégut. Zlatý peníz – Catule Mendês. Vaše oči – Marcel Prévost. Pro krásné oči – E. Isolani]; Pacov: Přemysl Plaček, 1919
- Košilka panny Balbinky – př. J. R. Wenig. Praha: M. Láth, 1920
- Soud lásky – př. Josef Blažek. Praha-Vinohrady: Josef Šrámek, 1923
- Dryadino zrcadlo – Praha: Josef Šrámek, 1924?
- Zlatá slečna – př. Karel Čvančara. Brno: Českomoravské podniky tiskařské a vydavatelské, 1927